# Windows Essentials
Windows Essentials（ウィンドウズ エッセンシャルズ）は、マイクロソフトが提供していたWindows用フリーウェア集。複数のソフトウェアを一括でインストールすることができた。
2017年1月10日、提供とサポートを終了した。

## 歴史
旧名
Windows Live Essentials、Windows Live おすすめパック

### 年表
特に断りのない限り、いずれも米国時間。
- 2007年11月7日「Windows Live おすすめパック」を公開[1]。
- 2009年1月7日「Windows Live おすすめパック」をバージョンアップ[2][3]。
- 2010年9月30日 「Windows Live Essentials 2011」を公開。Windows Vista・7対応[4][5]。
- 2012年8月7日 「Windows Essentials 2012」を公開。Windows 7・8対応[6][7]。
- 2017年1月10日 ダウンロード提供とすべてのサポートが終了[8]。

## 収録ソフトウェア一覧
- Windows フォト ギャラリー
- Windows ムービー メーカー
- Windows Live  Messenger
- Windows Live メール
- Windows Live ファミリー セーフティ
- Windows Live Writer
- Outlook Connector Pack
- Microsoft OneDrive

### 過去に提供されていたソフトウェア
- Windows Live Mesh
- Windows Live Messenger Companion
- Bingバー
- Microsoft Silverlight